# Marie Depussé
Pour les articles homonymes, voir Depussé.
Marie Depussé, née le 31 décembre 1935 dans le 14e arrondissement de Paris et morte le 15 août 2017 à Blois, est une écrivaine et psychanalyste française.

## Biographie
Ancienne élève de l'École normale supérieure de jeunes filles (promotion L1956) et agrégée de lettres classiques, Marie Depussé est assistante au collège universitaire Mount Holyoke, Massachusetts, puis à l’université Howard, Illinois. À son retour en France, elle donne des cours à l'université Paris IV avant de rejoindre l'université de Jussieu. Dans le cadre de son contrat avec Jussieu, elle donne des enseignements en milieu carcéral, dont elle témoigne dans son livre Qu’est-ce qu’on garde ?. Elle est également psychanalyste.
Elle a par ailleurs régulièrement collaboré à la revue fondée par Michel Butel L'Autre journal.
Elle publie son premier récit Dieu gît dans les détails (P.O.L) en 1993, qui raconte le quotidien de la clinique psychiatrique de La Borde, fondée par Jean Oury et au sein de laquelle elle fait des séjours, participant à la vie quotidienne puis assurant des séminaires de littérature. Elle apparaît dans le film documentaire La Moindre des choses de Nicolas Philibert, consacré à cette clinique.
Marie Depussé se dit fortement influencée par l’œuvre de l'écrivain et critique littéraire Maurice Blanchot.

### Vie privée
Elle est la sœur de l'acteur, journaliste et essayiste Jean Depussé.

## Œuvres
- 1993 : Dieu gît dans les détails, P.O.L.
- 1996 : Est-ce qu'on meurt de ça, P.O.L.
- 1998 : Là où le soleil se tait, P.O.L.
- 2000 : Qu'est-ce qu'on garde?, P.O.L.
- 2003 : À quelle heure passe le train... Conversations sur la folie, avec Jean Oury, Calmann-Lévy[7].
- 2006 : Les morts ne savent rien, P.O.L.
- 2007 : Beckett corps à corps, Hermann.
- 2011 : La nuit tombe quand elle veut, P.O.L.

### Traduction
- « Sagesse de Salomon » avec Michel Berder, « Lettre aux Romains » et « Lettre aux Galates » avec Alain Gignac dans la bible, Bayard, 2001.